# پل (فیلم ۱۹۴۹)
«پل» (انگلیسی: Bridge (1949 film)) فیلمی در ژانر درام است که در سال ۱۹۴۹ منتشر شد.